# 日高己雄
日高 己雄（ひだか みお、1893年（明治26年）9月28日 - 1947年（昭和22年）4月17日）は、大日本帝国陸軍軍人。最終階級は陸軍法務少将。

## 経歴
1893年（明治26年）に鹿児島県で生まれた。1942年（昭和17年）4月1日に法務官が文官から武官に改められると陸軍法務少将となり、台湾軍法務部長に就任した。1943年（昭和18年）6月15日に南方軍法務部長兼第3航空軍法務部長としてシンガポールに出征。1944年（昭和19年）6月14日免兼となり、サイゴンで終戦を迎えた。
終戦後戦犯としてイギリス軍に逮捕された。容疑は昭南陸軍刑務所事件の責任を問われたと言われているが、具体的な罪状ははっきりしていないという。裁判では絞首刑の判決が下り、1947年（昭和22年）4月17日にチャンギ刑務所で執行された。